# آرمنوهی سیسیان
آرمنوهی بنیامینی سیسیان (ارمنی: Արմենուհի Բենիամինի Սիսյան؛ انگلیسی: Armenuhi Sisyan زادهٔ ۱۶ ژانویهٔ ۱۹۶۸)، نثرنویس و شاعر اهل ارمنستان است.

## زندگی‌نامه
وی در ۱۶ ژانویه ۱۹۶۸ در ایروان به دنیا آمد و از دانشگاه دولتی علوم پرورشی خاچاطور آبوویان ارمنستان فارغ‌التحصیل گشت. وی عضو اتحادیه نویسندگان ارمنستان می‌باشد.